# 羅文浩
罗文浩（1910年—1996年4月），湖北黄陂人，1930年5月黄埔军校第八期。曾任北平警备总司令部参谋处长、徐州剿匪總司令部少将副参谋长，国光作业室中将执行官。罗文浩是著名考古学家張光直的堂舅，其兄之女罗心乡为台湾著名诗人张我军之妻。